# Національний авіаційний університет (станція швидкісного трамвая)
50°26′28″ пн. ш. 30°25′51″ сх. д. / 50.44111° пн. ш. 30.43083° сх. д.
«Націона́льний авіаці́йний університе́т» — станція лінії Київського швидкісного трамвая, розташована між станціями «Академіка Шалімова» та «Індустріальна». Відкрита в 1977 році. Названа за розташованим поблизу університетом. До 1 жовтня 2003 року називалася «Гарма́тна» (за сусідньою вулицею).

## Історія
У підземному переході станції був розташований барельєф, який був демонтований у ході її реконструкції.
12 жовтня 2008 року ділянка «Політехнічна» — «Івана Лепсе» закрита на реконструкцію. Станція планувалася до відкриття 16 жовтня 2010 року, але не була відкрита через неготовність станції приймати пасажирів. Відкриття станції для пасажирів відбулося 25 жовтня 2010 року. 
Станцію було закрито на реконструкцію з 6 лютого до 31 березня 2011 року.
У 2019-2020 роках станцію було знову реконструйовано: замінено двері, освітлення, кіоск з продажу квитків та встановлено термінали для поповнення Kyiv Smart Card та купівлі одноразових квитків.

## Зображення

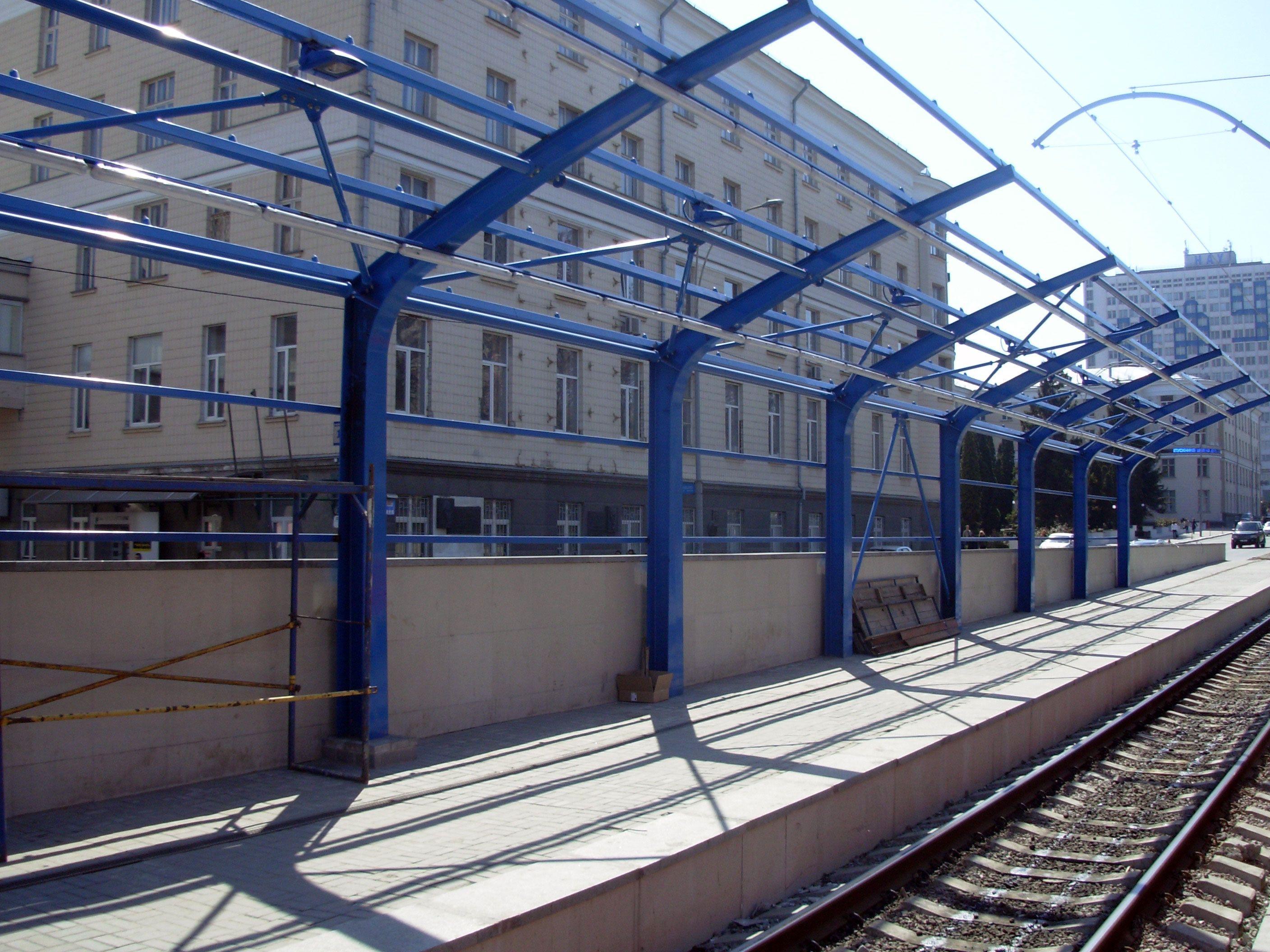
Посадкова платформа
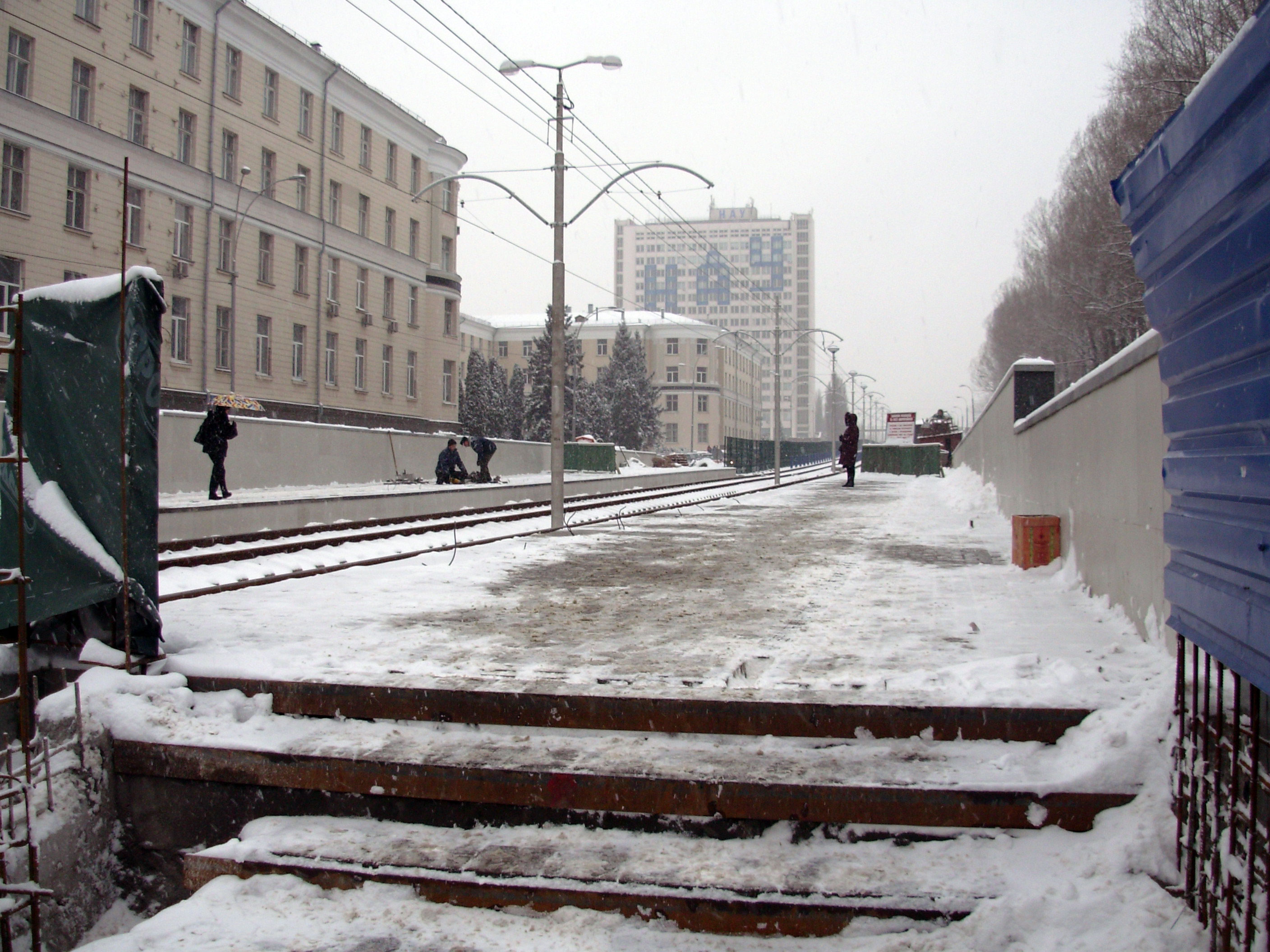
Платформи станції, 2010
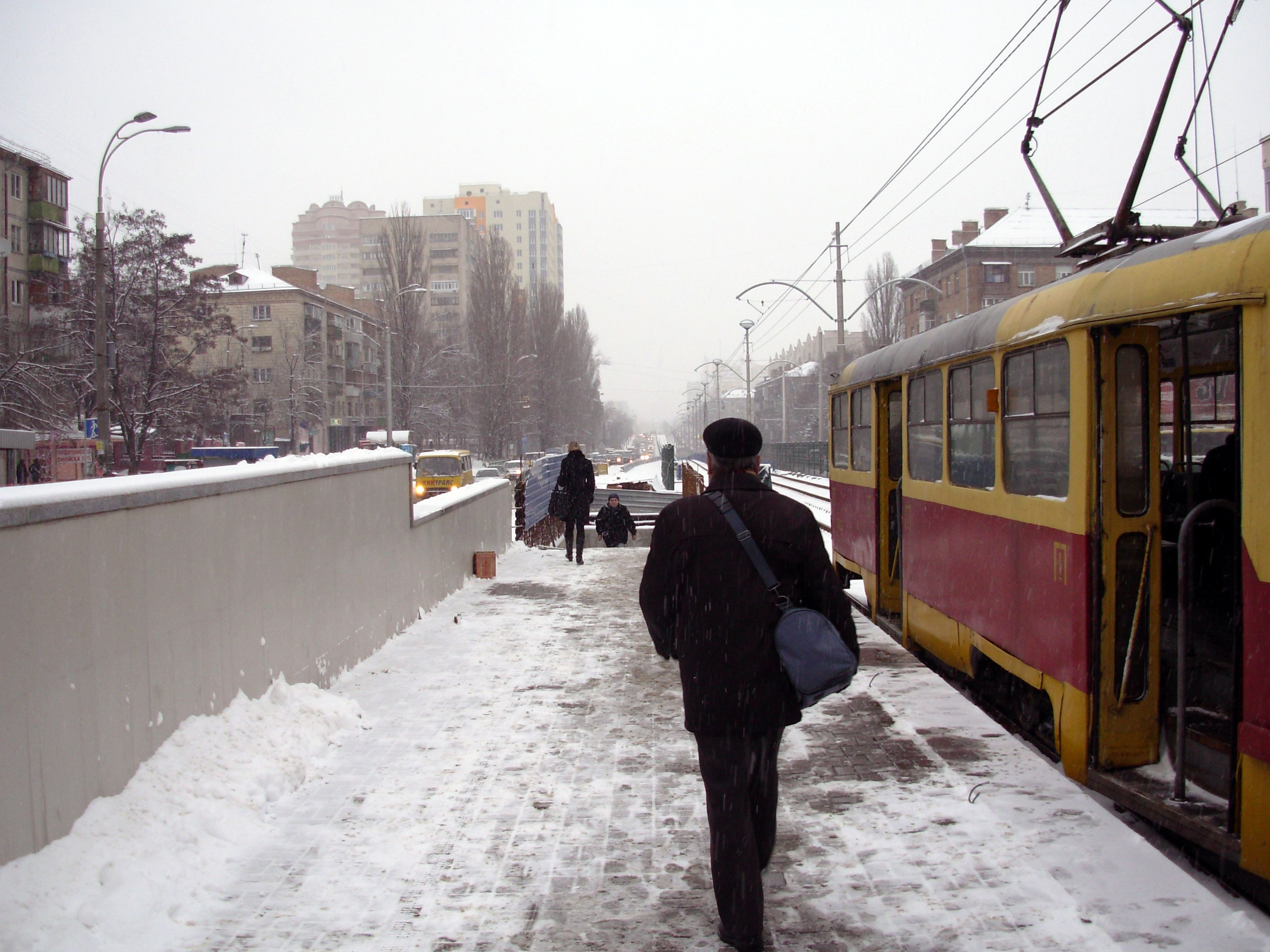
Посадкова платформа, 2010
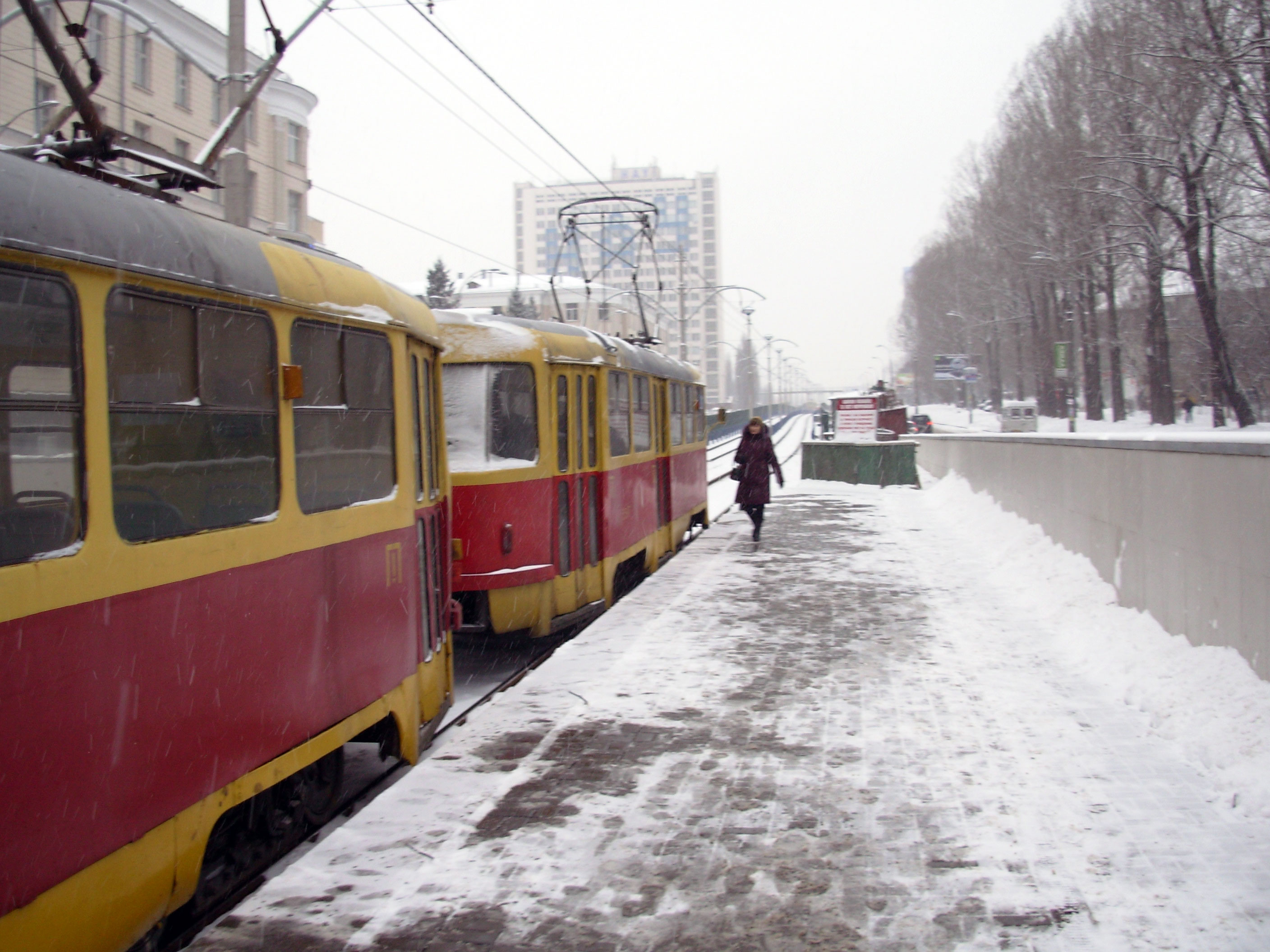
Посадкова платформа, 2010
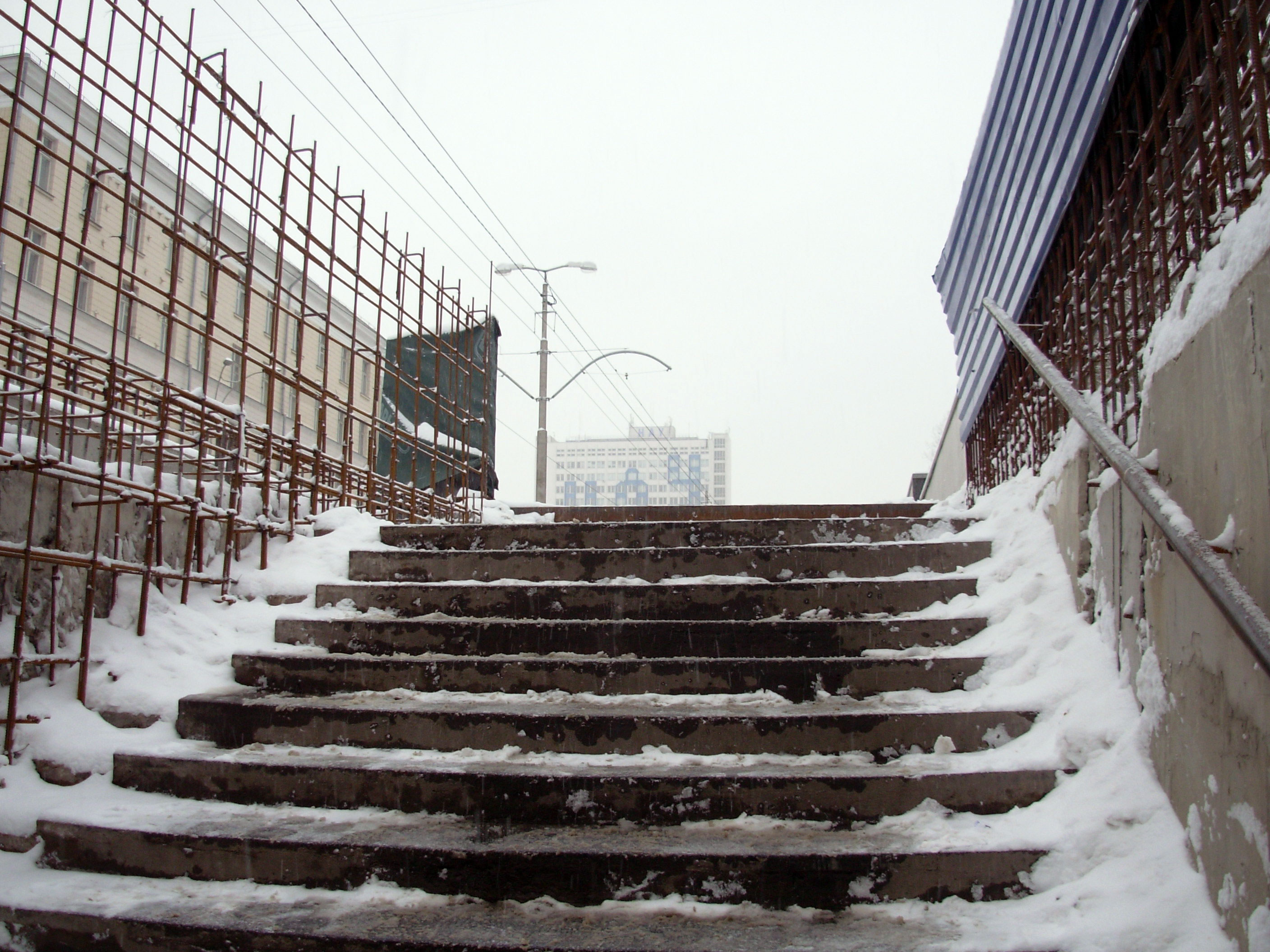
Вихід до станції із підземного переходу, 2010
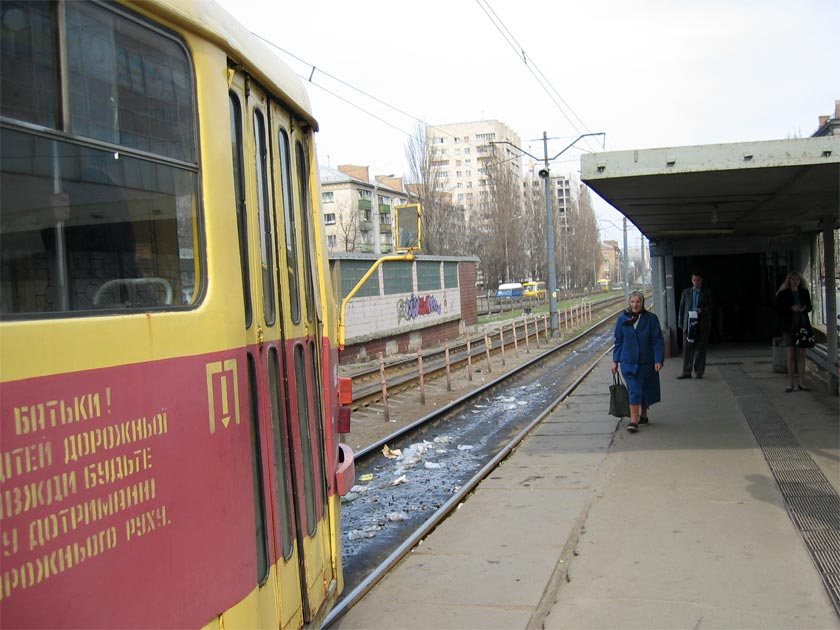
Платформа станції до реконструкції, 2005
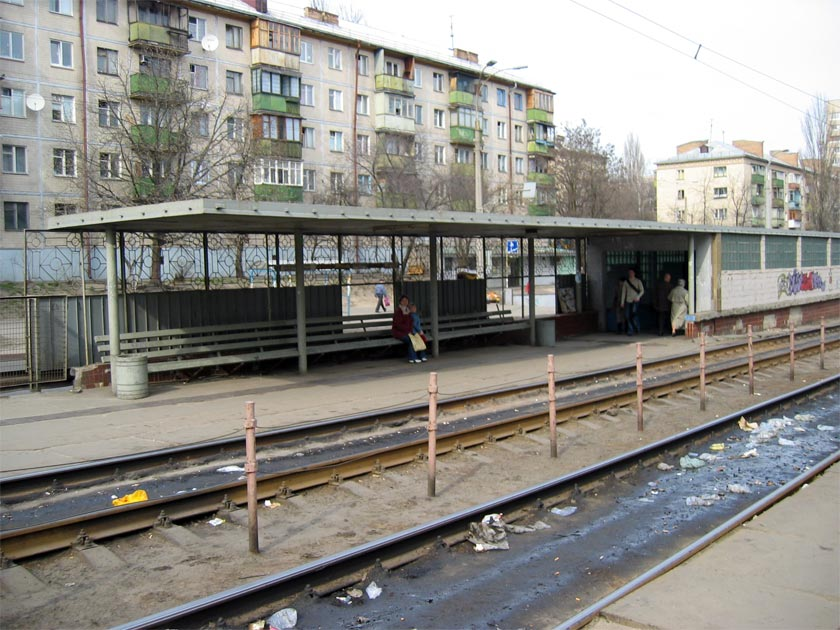
Посадкова платформа, 2005
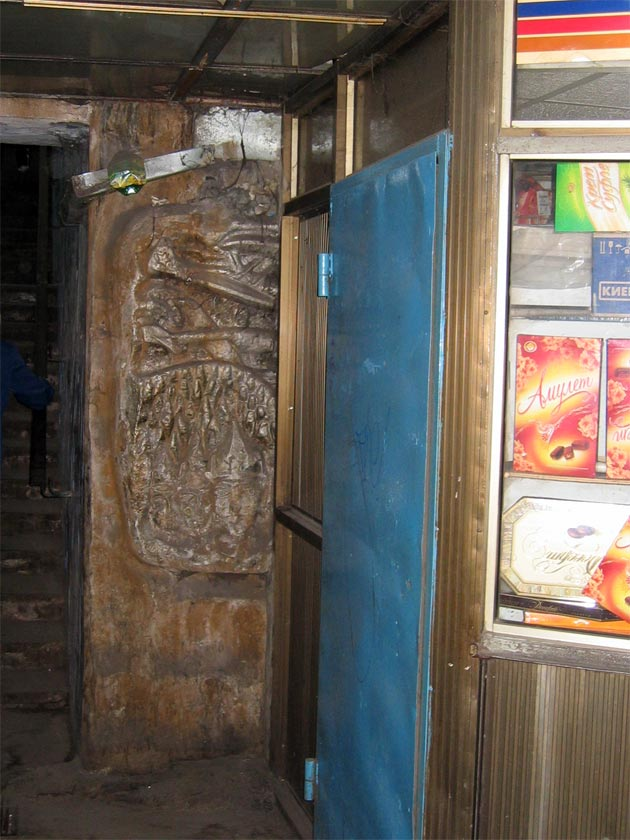
Фрагмент мозаїки у підземному переході, 2005 (нині демонтована)
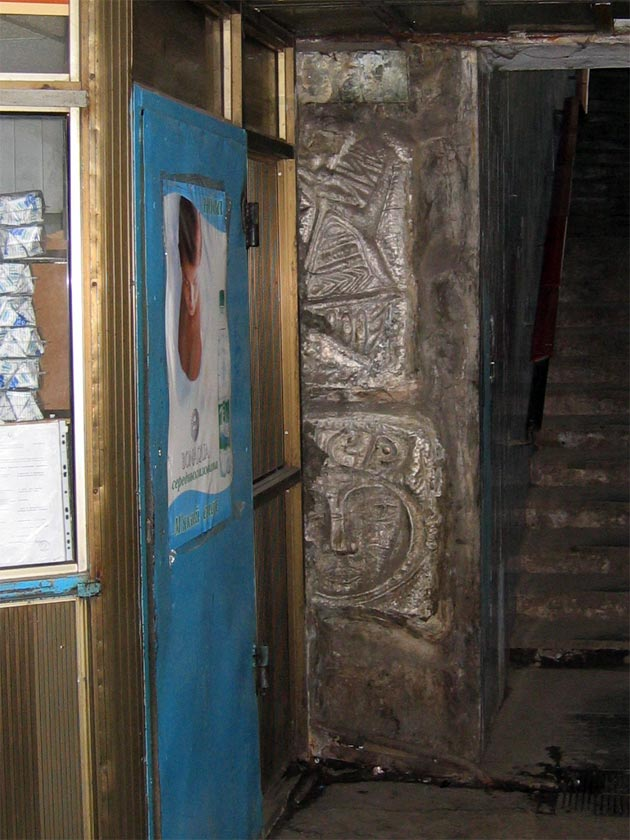
Фрагмент мозаїки у підземному переході, 2005 (нині демонтована)